# Ерик Бернар
Ерик Бернар (фр. Éric Bernard; рођен 24. августа 1964. године) је бивши француски возач Формуле 1. У својој каријери је учествовао на укупно 47 трка и освојио 10 поена.